# Кимберлитовая трубка «Большая дыра»
Большая дыра (англ. Big Hole) — огромный недействующий алмазный рудник в городе Кимберли (ЮАР). Крупнейший карьер, вырытый людьми без применения техники. Образован на базе одной из древних вулканических трубок взрыва, по месту расположения получивших название кимберлитовые трубки. В настоящее время является главной достопримечательностью города Кимберли.

## История
Начиная с 1866 по 1914 год около 50 тысяч горняков вырыли карьер с помощью кирок и лопат, добыв при этом 2722 килограмма алмазов (14,5 миллионов карат).
В процессе разработки карьера было извлечено 22,5 млн тонн грунта.
Именно здесь были найдены такие знаменитые алмазы, как «Де Бирс» (428,5 карата), голубовато-белый «Портер-Родс» (150 карат), оранжево-жёлтый «Тиффани» (128,5 карата). В настоящее время это месторождение алмазов исчерпано.

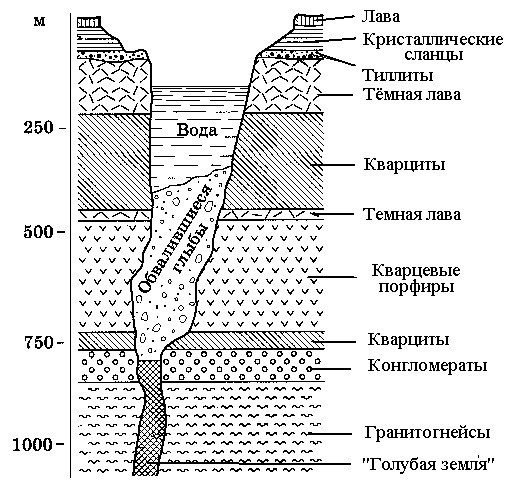
Карьер «Большая дыра» в разрезе

Площадь «Большой дыры» составляет 17 гектаров. Её периметр составляет 1,6 км, а ширина — 463 метра. Дыра была вырыта на глубину 240 метров, но затем была засыпана пустой породой до глубины 215 метров, в настоящее время дно дыры заполняет вода, её глубина составляет 40 метров.
На месте карьера раньше (примерно 70 — 130 миллионов лет назад) находилось жерло вулкана.